# Escorxador de Tarragona
Escorxador de Tarragona és un edifici modernista del municipi de Tarragona protegit com a bé cultural d'interès local. Projectat el 1898 per l'arquitecte Josep Maria Pujol de Barberà. S'acabà de construir el 1902. Actualment acull el Rectorat de la Universitat Rovira i Virgili. Es construí sobre el primer cementiri cristià de Tarragona.

## Descripció
Edifici situat al nucli antic, junt a la muralla romana. Sobresurt el sistema constructiu amb pedra de la Savinosa i maó. També que fou dissenyat per escorxador obeint als nous postulats higienistes. Es conserva sobretot els frontis exteriors, ja que el seu interior s'ha rehabilitat per a rectorat. Per això no conservem part de les columnes de ferro fos i també s'ha modificat l'altura dels pavellons laterals. És un bon model d'escorxador tant pel seu llenguatge arquitectònic com per l'organització amb pavellons.
Presenta un cos principal d'una planta, en forma d'U, amb pati anterior tancat amb reixat metàl·lic i dos cossos laterals de dues plantes d'alçada. Patis de servei tancats amb tàpia. Combinació de fàbrica de rajola vista i paredat amb finestrals allargats, tancats amb persianes que matisen la llum. És un bon treball de rajola, de proporcions adequades a l'entorn. Les portes principals metàl·liques del tancat foren desmuntades però encara es conserven. El caràcter decoratiu ve donat per la textura dels materials.

## Història
L'any 1892 es va fer el projecte, i l'obra acabà l'any 1902. L'escorxador municipal de Tarragona des del segle xix s'emplaçà dins del perímetre emmurallat de la població. El nou edifici el dissenyà ex professo Josep M. Pujol a partir del model de l'escorxador de Madrid i del de Saragossa, disposats en forma longitudinal davant els de planta circular com el de Reus (Francesc Borràs Soler).
El primitiu local s'aixecà en diverses fases i mai reuní els requisits mínims d'espai. Una de les principals mancances del nou escorxador fou la manca de ventilació en estar envoltat en la part posterior per la muralla. A més, els corrals estaven just al costat d'habitatges privats. Un altre greu deficiència fou el precari sistema d'evacuació de les aigües brutes degut a la manca de cabdal. No es podia garantir la salubritat de la població en aquesta zona. L'estadística demostra l'elevat nombre de defuncions i d'epidèmies als carrers immediats a l'establiment industrial.
Els anys 1977-1978 es feren obres de millora.
En l'actualitat l'edifici està molt transformat al seu interior i exterior. L'arquitecte Xavier Romaní rehabilità l'edifici d'ús industrial en ús administratiu, per això dividí l'espai únic de l'interior en dos amb la clara finalitat d'habilitar el major nombre possible d'oficines. A més, als dos pavellons laterals afegí un petit acabament que si bé manté el disseny s'aprecia clarament l'afegit gràcies a la utilització de totxo de diferent color. El rector Joan Martí ordenà eliminar els animals que remataven els cossos laterals.